# Meșterul Manole (revistă)

Coperta revistei Meșterul Manole
a primului număr triplu din 1940

Meșterul Manole a fost o revistă lunară de literatură, care a apărut de la 1 ianuarie 1939 până pe la mijlocul lui 1942, ca emanație a unei grupări de vreo douăzeci de scriitori tineri, în frunte cu Vintilă Horia, editată și imprimată la Tipografia Cărților Bisericești. Revista a apărut la București în doar treisprezece numere fizice (lunare sau combinate).

## Istoric
În conducerea publicației, în primul an de apariție, alături de Vintilă Horia au fost redactorii Ovid Caledoniu și Miron Suru, iar ca redactor responsabil pe Virgil Carianopol. În perioada 1940-1941 funcția de redactor responsabil a îndeplinit-o Miron Suru. În 1941 Vintilă Horia și Ovid Caledoniu devin directorii revistei, iar Ion Șiugariu prim redactor. Ultimul număr apare în ianuarie-aprilie 1942.
Din grupul de colaboratori ai revistei făceau parte și Mihai Beniuc, Paul Constantinescu, Ion Frunzetti, Vintilă Horia, Pericle Martinescu, Constantin Micu, Horia Nițulescu, Grigore Popa, Ștefan Ștefănescu, Mircea Streinul, și alții. 
Publicația conținea doar 50 pagini și era împărțită în trei rubrici, fiecare fiind reprezentată de anumiți autori pregătiți în anumite domenii fie din grupul revistei fie simpli colaboratori. Cele trei rubrici au fost Orizonturi, Viața Cărților și Cuvintele Vremii.
Surprinzător este aspectul că în aceeași revistă publică un poet de extremă stângă, cum a fost și va rămâne Mihai Beniuc, precum și un scriitor de dreapta, simpatizant al legionarilor, cum era Mircea Streinul.

## În anii comunismului
Datorită faptului că liderul grupării, Vintilă Horia, alesese calea exilului, rămânând în 1945 în Italia, de unde a emigrase în 1948 în Argentina pentru a se stabili, în final, din 1953 la Madrid, în anii dinainte de 1990 nu s-a putut scrie nimic despre revistă.
În ianuarie 1966 fusese pregătit primul număr al revistei județene de cultură Argeș, intitulată Meșterul Manole. La intervenția unui vigilent, revista nu a apărut pe piață pe motiv că "mai existase o revistă cu acest titlu la sfârșitul anilor ’30, una de orientare oarecum legionară".

## Alte referiri (în literatură)
- Alexandru Husar -- Meșterul Manole, antologie literară editată de Fundația Culturală Memoria, 2004